# 桃禧航空城酒店

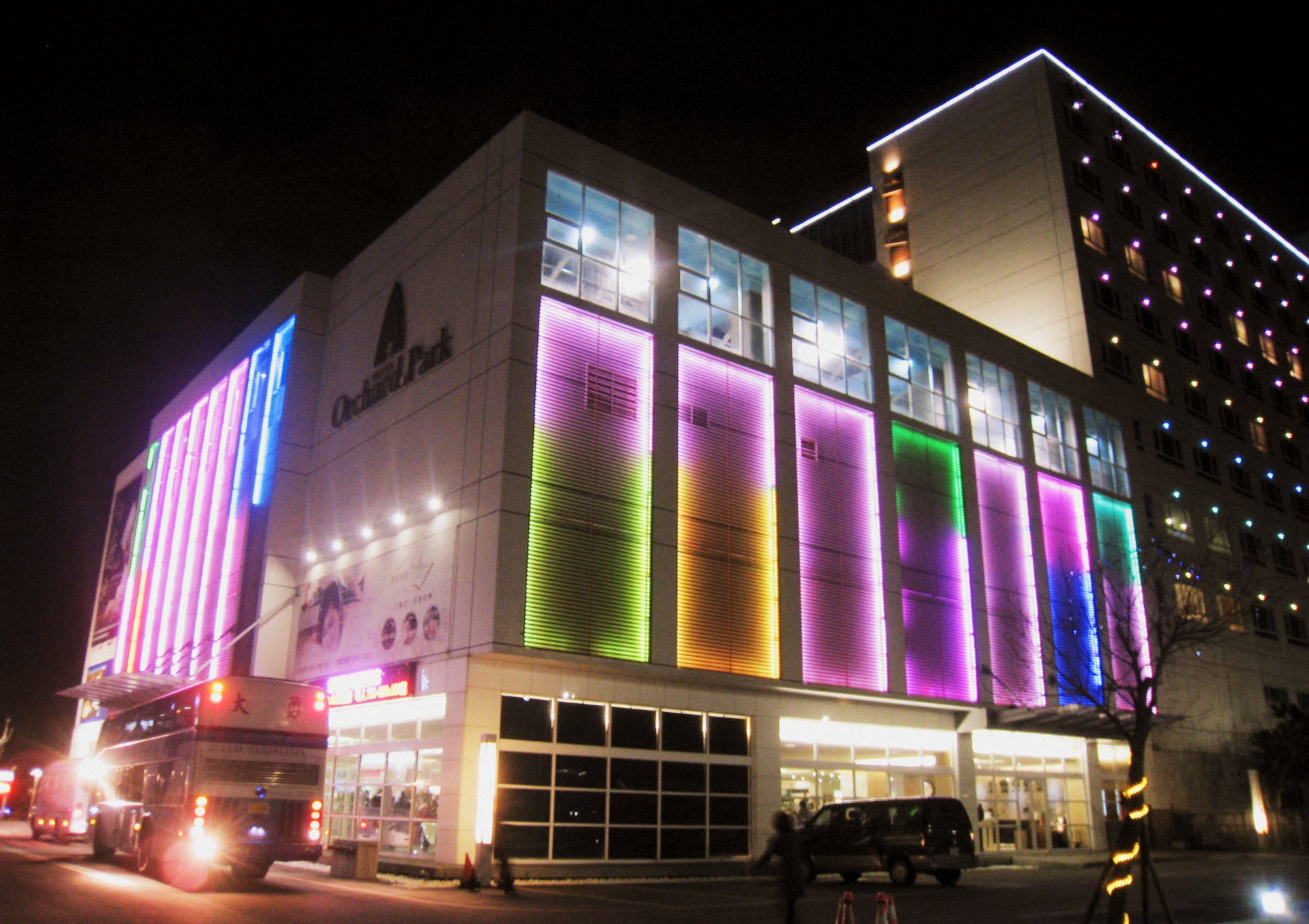

桃禧航空城酒店（英語：Orchard Park Hotel）為臺灣五星級飯店之一，位於桃園市大園區臺灣桃園國際機場周邊的桃園航空城特區，為桃園市境內5間五星級飯店之一，於2010年2月9日起營運。

## 外部連結
- 桃禧航空城酒店 （页面存档备份，存于）
  - 桃禧航空城酒店的Facebook專頁
- 桃禧航空城酒店-新館
- 桃禧航空城酒店-二館